# 五味洋治
五味 洋治（ごみ ようじ、1958年7月26日 - ）は、日本のジャーナリスト。東京新聞編集委員、元記者。金正男を殺した男とも称される。

## 人物
長野県茅野市生まれ。1982年、早稲田大学第一文学部卒業。
1983年に中日新聞社東京本社へ入社し、川崎支局、文化部、政治部を経て、1997年に大韓民国の延世大学校に語学留学する。また、1999年から2002年までソウル支局に、2003年から2006年まで中国総局に勤務する。また、2008年から2009年までフルブライトフェローとしてアメリカ合衆国のジョージタウン大学に在籍する。2012年より東京新聞編集委員を務める。

## 金正男の告白本
2004年9月25日、北京首都空港で朝鮮民主主義人民共和国（以下、北朝鮮）の外務省副局長宋日昊の出待ちをしていた報道陣の前に、当時の北朝鮮最高指導者であった金正日の長男である金正男が姿を表した。現場に居合わせた記者らは金正男に声をかけるとともに名刺を渡した。
五味もその中の1人であったが、金正男から電子メールが送られてきたことから複数回メールのやり取りを交わした。しかし、そのやり取りの後は両者の連絡は久しく絶えていた。
2008年頃から金正日の健康不安が伝えられる中、異母弟の金正恩が金正日の後継となり三代に渡る北朝鮮の権力世襲が行われる既定路線に不満を持つようになった金正男は、2010年9月の第3回朝鮮労働党代表者会で金正恩が後継者として事実上公式化されたころから日本メディアと接触するようになった。
金正男は五味にも同年10月22日に6年ぶりとなるメールを送り、三代世襲の公式化から1年が経つ2011年10月10日に自分とのやり取りを公開してほしいと伝えた。
これを受けた五味は最終的に150回ほどのメール交換だけでなく、2回に亘る合計7時間の独占インタビューを設けることに成功した。
五味は取材を受ける相手として自分が金正男に選ばれた理由を、ほとんどの者が北朝鮮の後継者レースから外れた金正男のことを政治的に重要でないと考える中、自分のみが真摯な関心を持って自分の時間と資金を割きながら取材と記事の執筆を続けたジャーナリストであったからだとしている。
五味はこれらの取材を元に、金正男の告白本として『父・金正日と私』を金正日死去の翌月である2012年1月に出版した。2010年10月のテレビ朝日によるインタビューなどで北朝鮮の権力世襲に対して金正男が否定的な見解を持っていることは既に公にされていたが、同書によって「この世界で、正常な思考を持っている人間なら、三代世襲に追従することはできません」などと世襲を強く批判する金正男の発言や金正日も三代世襲に否定的だったとする証言が公開された。また同時に、日本をはじめとする国外に対する金正男の理解の深さについても明らかとなり、その内容については海外からも大きな関心を集めた。同書は第44回大宅壮一ノンフィクション賞候補作品となった（ただし、受賞は逃した）。

### 金正男からの絶縁
五味は、告白本出版の前年である2011年（平成23年）1月28日に、金正男へのインタビュー内容を記事にして東京新聞に掲載し、三代世襲を批判するだけでなく、（金正恩が関わっていたとされる）デノミネーションの失敗を指摘した上で、北朝鮮は中国式の改革開放を進めるべきとする、金正男の発言が公にされた。その記事に関して警告を受けたことで自身に対して厳しい本国情勢と時勢の変化を見て取った金正男は、五味との交流をなおも続けたものの、政治に関する話題は意識的に避けるようになった。
なお、このとき五味は「次回会う機会があれば、取材を離れて、友人としてお付き合いいたしましょう。」と提案し、金正男は「友人とお会いすることには同意します。平壌の方から警告もあったことですし、インタビューには応じない考えです。（五味が記事にした）前回のインタビューについてあまり考えなくてもいいですよ。時期が時期だけに、平壌も敏感になっているのでしょう。平壌の心情が分かったので、注意します。良い週末を。」と五味を気遣いながら取材から離れた付き合いを継続することに応じている。
同年12月17日の金正日死去と前後して自身の立ち位置が更に不安定になると、金正男は父の喪が明けた後に告白本の出版時期について慎重に考えたい意向を示すようになり、12月31日にはメールで「ご理解をお願いします。北朝鮮の政権が、私に危険をもたらす可能性もあります。」とその時点での出版を止めるよう五味に要請した。しかし、既に出版準備を進めていた五味は「北朝鮮が17年間統治した指導者を失い、どの方向に向かうかはっきりしない中で、長男の意見を広く世間に伝えるほうが意味がある」「正男氏のイメージが変わり、多くの人が関心を持つようになれば、逆に正男氏にうかつなことはできなくなる」として出版を強行した。金正男は五味に対して「本を出すなら、われわれの関係は終わりだ」と伝えて連絡を絶った。
告白本出版に当たって行われた日本外国特派員協会での会見で、五味は「（東京新聞を）リタイヤしたら、彼の本当の友達になれると期待している」と述べていたが、告白本の出版以降に金正男が五味からの電話やメールに応答することはなく、両者の交流が再開されることはなかった。なお、五味と同様に金正男とコンタクトを取りながらもその公表を控えていた朝日新聞の峯村健司と金正男の関係は告白本出版後も継続していた。また、時期は不明であるが告白本出版後、フリーライターの李策が記事にしないことを条件にコンタクトを試みたところ、金正男は「記者はそう言いながら、結局は書くじゃないか」と頑なに拒んだ。
金正男へのインタビューに同行していた五味の妻も告白本出版には反対しており、金正男との連絡が途絶えて以降、「（金正男は）とてもやさしそうな人だった。本が出てショックを受けたんじゃないの。あの人となら一生の友達になれたと思う。」と五味を窘めていたという。

### 出版後の北朝鮮の動向と金正男の死
韓国国家情報院や中国筋の話として、金正恩が政権を取得して以降の北朝鮮では、金正男暗殺の指示が継続的に出され、暗殺部隊も組織されていたことが報道されている。
それによると、告白本出版と同じ年の2012年には、北朝鮮工作員と見られる人物による金正男の暗殺が中国当局によって阻止された事件が実際に北京で発生しており、金正男は出版の3ヶ月後に当たる同年4月に「私と家族を助けてほしい」と暗殺指令の撤回を求める助命嘆願書を金正恩に送っていたとされる。これらの報道はタイミングが近い告白本の出版と暗殺指令との関連性を直接示唆するものではないが、事実であれば、五味が出版にあたって主張していた告白本による北朝鮮への抑止効果は全く働いていないことになる。
金正男は金正恩の本格的な統治が始まってからは殆ど北朝鮮には帰らず、過去の世襲批判を悔いて金正恩に許してほしいと周囲に漏らし続けていたとされる。
告白本出版から5年後の2017年2月13日、金正男はマレーシアのクアラルンプール国際空港で襲撃され、同日死亡した（金正男暗殺事件）。前出の李策は、金正日の甥であり金正男の従兄弟にあたる李韓永が北朝鮮の暴露本を出版し暗殺されたこととの類似性を指摘している。
五味は4日後の2月17日に日本外国特派員協会で会見を開き、金正男の死について妻とともに非常にショックを受けているとしながら、「彼（金正男）の主張を簡単に要約すれば、北朝鮮の体制のあり方に批判的だったということです。（中略）この発言を報道したり、本にしたことで彼が暗殺されたとみなさまがお考えなら、むしろこういう発言で1人の人間を抹殺するという、そちらの方法に焦点が当てられるべきでしょう。」と述べ、自身の多忙や心理状況を理由として昔から関係があるメディア以外からのこれ以降の取材は基本的には受け付けないとしている。

## 著作
- 南武線物語　多摩川新聞社 1992年
- どうしてアナタは韓国（ウリナラ）に来たんですか？ ソウル特派員の熱血1000日記 エクスナリッジ 2002年3月 ISBN 978-4767801636
- 中国は北朝鮮を止められるか　中朝愛憎の60年を追う　晩聲社　2010年6月　ISBN 978-4891883485
- 父・金正日と私　金正男独占告白 2012年1月 文藝春秋／2016年10月 文春文庫
- 北朝鮮と中国―打算でつながる同盟国は衝突するか ちくま新書 2012年9月 ISBN 978-4480066831
- オトす力 -金正男の心を開かせた新聞記者の「知的仕事術」 ワニブックス・プラス新書 2012年10月 ISBN 978-4847065354
- 金正恩を誰が操っているのか 北朝鮮の暴走を引き起こす元凶 徳間書店 2013年5月 ISBN 978-4198636173
- 女が動かす北朝鮮 金王朝三代「大奥」秘録 文春新書 2016年4月 ISBN 978-4166610761
- 五〇年目の日韓つながり直し 日韓請求権協定から考える 社会評論社 2017年1月 ISBN 978-4784515578
- 生前退位をめぐる安倍首相の策謀 宝島社新書 2017年2月 ISBN 978-4800267153
- 朝鮮戦争は、なぜ終わらないのか 創元社「戦後再発見」双書 2017年12月
- 金正恩 -狂気と孤独の独裁者のすべて 文藝春秋 2018年3月
- 北朝鮮征伐！ 中国がトランプと結んだ密約の正体 宝島社 2018年3月
- 金正恩が表舞台から消える日　北朝鮮水面下の権力闘争 平凡社新書 2021年7月　ISBN 978-4582859782
- 日本で治療薬が買えなくなる日 宝島社新書 2022年6月
- 英語と中国語 10年後の勝者は 小学館新書 2023年2月
- 高容姫 「金正恩の母」になった在日コリアン 文春新書 2025年6月